# Victor Purcell
Victor William Williams Saunders Purcell (1896. január 26. – 1965. január 6.) brit gyarmati köztisztviselő, történész, költő, sinológus.

## Élete
Purcell az első világháború után befejezte tanulmányait a Cambridge-i Egyetemen, majd történelmet tanult a Trinity College-ban
Malajziában teljesített közhivatalnoki szolgálatot, különösen a helyi kínai kisebbséggel foglalkozott.
1926-ban hét hónapot töltött a Karácsony-szigeten körzeti hivatalnokként. 1949-től a Cambridge-i Egyetemen távol-keleti történelmet tanított.
1978-ban a Karácsony-sziget postai bélyeget bocsátott ki emlékére.

## Főbb művei
- Early Penang, Penang, 1928
- The Further Side of No Man’s Land, London, 1929
- An Index to the Chinese Written Language on a New Non-radical System with Reference to the Dictionaries of Kanghsi and Giles, Singapore, 1929
- The Spirit of Chinese Poetry, and original essay, Singapore, 1929
- Problems of Chinese Education, London, 1936
- The Dog and the Don, Singapore, 1938
- Chinese Evergreen, the story of a journey across south China, London, 1938
- Cadmus: The Poet and the World, Melbourne, 1944
- Malaya: Outline of a Colony, London, 1946
- The Chinese in Malaya, London, 1948
- The Position of the Chinese in Southeast Asia, New York, 1950
- The Chinese in Southeast Asia, London, 1951
- The Colonial Period in Southeast Asia, a historical sketch, New York, 1953
- Malaya: Communist or Free, London, 1954
- The Chinese in Modern Malaya, Singapore, 1956
- The Sweeniad, signed Myra Buttle, New York:  Sagamore Press, 1957, London, 1958
- Toynbee in Elysium, a fantasy in one act, signed Myra Buttle, London, 1959
- The Bitches’s Brew or the Plot against Bertrand Russell, London, 1960
- The Revolution of Southeast Asia, London, 1962
- The Boxer Uprising, a background study, Cambridge, 1963
- Malaysia, London, 1965
- Memoirs of a Malayan Official, London, 1965
- South and East Asia since 1800, Cambridge, 1965